# Anne Curry
Anne Elizabeth Curry, che pubblica con il nome Anne Curry e A. E. Curry (Chester-le-Street, 27 maggio 1954), è una storica inglese.

## Carriera
È docente di Storia medievale all'Università di Southampton e preside della Facoltà di Lettere e Filosofia. È ex redattrice del Journal of Medieval History e specialista della guerra dei cent'anni.
Si è laureata con un Bachelor of Arts e Master of Arts presso l'Università di Manchester prima di ottenere un dottorato di ricerca presso il Politecnico di Teesside.
È stata presidente dell'Historical Association dal 2008 al 2011. È stata anche vicepresidente della Royal Historical Society.

## Opere
- Curry, A.E., 'The impact of War and Occupation on Urban Life in Normandy, 1417-1450', in French History, 1 (1987), 157–181.
- Curry, A.E., 'The Nationality of Men-at-Arms serving in English armies in Normandy and the pays de conquete (1415-1450) in Reading Medieval Studies 18 (1992), 135–163.
- Curry, Anne with Hughes, Michael (editors). (1994). Arms, Armies and Fortifications in the Hundred Years War. The Boydell Press (UK) ISBN 978-0-85115-365-0
- Curry, Anne with Bates, David (1994). England and Normandy in the Middle Ages. Hambledon Continuum. ISBN 978-1-85285-083-8
- Curry, Anne with Matthew, Elizabeth (editors) (2000). The Fifteenth Century: Concepts and Patterns of Service in the Later Middle Ages (vol. 1: Fifteenth Century). The Boydell Press (UK). ISBN 978-0-85115-814-3
- Curry, Anne (ed.) (2000) Agincourt 1415. Tempus (UK). ISBN 978-0-7524-1780-6
- Curry, Anne (2000). The Battle of Agincourt: Sources and Interpretations. The Boydell Press (UK) ISBN 978-0-85115-802-0
- Curry, Anne and Matthew, E., Concepts and Patterns of Service in the Late Middle Ages (Woodbridge, 2000)
- Curry, Anne (2003) The Hundred Years' War (British History in Perspective series). Palgrave Macmillan; 2nd revised edition. ISBN 978-0-333-92435-8
- Curry, Anne (2005) The Parliament rolls of Medieval England 1275-1504. Henry VI 1422-31. Boydell & Brewer (UK).
- Curry, Anne (2005) The Parliament rolls of Medieval England 1275-1504. Henry VI 1432-1445. Boydell & Brewer (UK).
- Curry, Anne (2005). Agincourt: A New History. Tempus (UK). ISBN 978-0-7524-2828-4
- Curry, Anne, (with Robert Hardy) (2006) Agincourt 1415: The Archers' Story. Tempus (UK). 9780752445663.
- Curry, Anne (2015) Henry V: Playboy Prince to Warrior King. Penguin Books (UK). ISBN 978-0-141-98743-9